# Giuseppe Augschöller
Josef Augschöller, generalmente italianizzato in Giuseppe (19 febbraio 1951), è un ex sciatore alpino italiano.

## Biografia
Augschöller, specialista delle prove tecniche originario della Val Passiria, vinse la medaglia di bronzo nello slalom speciale ai Campionati italiani 1971 disputati a Bressanone e gareggiò anche in Coppa del Mondo, senza ottenere risultati di rilievo; ottenne gli ultimi piazzamenti agonistici ai Campionati italiani 1972. Non prese parte a rassegne olimpiche o iridate.

## Palmarès

### Campionati italiani
- 2 medaglie[5][6][7][8]:
  - 2 bronzi (combinata nel 1968; slalom speciale nel 1971)